# 루페 온티베로스

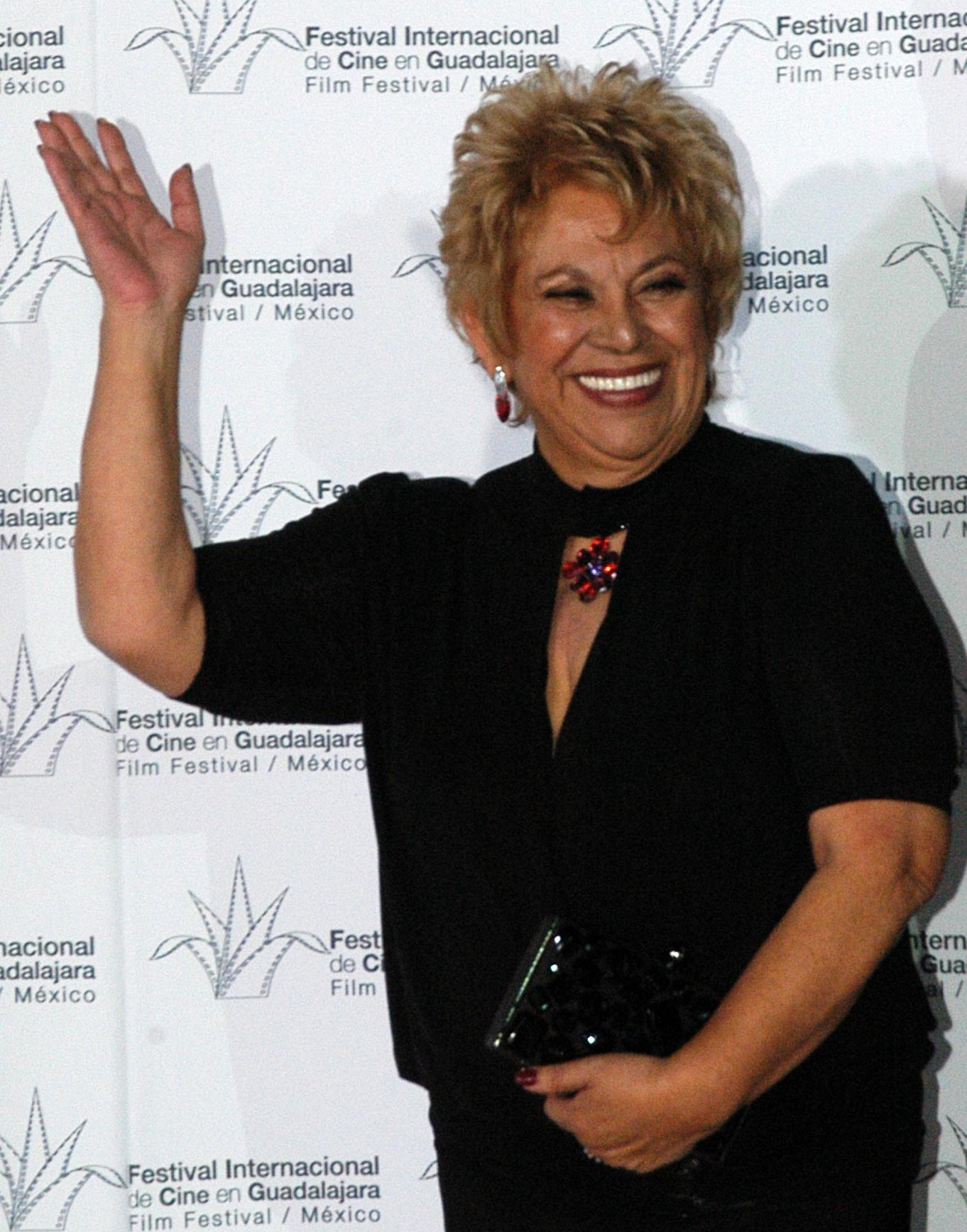

루페 온티베로스(Lupe Ontiveros, 1942년 9월 17일 ~ 2012년 7월 26일)는 미국의 배우, 사회복지사, 성우이다.
엘패소에서 태어났으며 휘티어에서 사망하였다. 사인은 간암이다.

## 출연 작품
- 아즈텍 워리어 (2016년) - 마마 역
- 롭 (2012년)
- 귀도 (2011년)
- 비버리힐즈 치와와 2 (2011년) - 미스터 코테즈 / 미시즈 코테즈 역
- 패밀리 웨딩 (2010년)
- 디스 크리스마스 (2007, This Christmas)
- 토르티야 헤븐 (2007년)
- 다크 미러 (2007년)
- 코리 인 더 하우스 (2007년)
- 위기의 주부들 (2004년)
- 미스터 세인트 닉 (2002년)
- 패셔나다 (2002년) - 안젤리카 아몽트 역
- 리얼 위민 해브 커브 (2002년)
- 스토리텔링 (2001년)
- 가브리엘라 (2001년)
- 픽킹 업 더 피시스 (2000년)
- 척 앤드 벅 (2000년)
- 캔디맨 3 (1999년)
- 셀레나 (1997년)
- 브레이브 (1997년)
- 이보다 더 좋을 순 없다 (1997년) - 노라 매닝 역
- 마이 패밀리 (1995년)
- 리오 디아블로 (1993년)
- 유니버셜 솔저 (1992년)
- 귀여운 악령 (1991년)
- 명탐정 하드볼 - 시리즈 (1990년)
- 쇼 오브 포스 (1990년)
- 명탐정 하드볼 (1990년)
- 제9의 표적 (1987년)
- 천사의 비명 (1986년)
- 구니스 (1985년)
- 더 노스 (1983년)
- 더 보더 (1982년)
- 캘리포니아의 다섯 부부 (1978년)
- 월드 그레이티스트 러버 (1977년)